# 硫黄ジオキシゲナーゼ
硫黄ジオキシゲナーゼ（sulfur dioxygenase）は、硫黄代謝酵素の一つで、次の化学反応を触媒する酸化還元酵素である。
(1a) グルタチオン + 硫黄 {\displaystyle \rightleftharpoons } S-スルファニルグルタチオン （自発的）
(1b) S-スルファニルグルタチオン + O2 + H2O {\displaystyle \rightleftharpoons } グルタチオン + 亜硫酸 + 2 H+
補因子として鉄を用いる。
組織名はS-sulfanylglutathione:oxygen oxidoreductaseで、別名にsulfur oxygenase、sulfur:oxygen oxidoreductaseがある。